# Rambucourt
Rambucourt ist eine französische Gemeinde mit 191 Einwohnern (Stand 1. Januar 2022) im Département Meuse in der Region Grand Est (bis 2015 Lothringen); sie gehört zum Arrondissement Commercy und zum Gemeindeverband Côtes de Meuse Woëvre.

## Geografie
Rambucourt liegt rund 36 Kilometer nordwestlich von Nancy ganz im Osten des Départements Meuse an der Grenze zum Département Meurthe-et-Moselle. Der Ort liegt im Regionalen Naturpark Lothringen. Weite Gebiete im Süden der Gemeinde sind bewaldet (Bois Chanot, Bois de Rambucourt und Faux Bois). An der Südgrenze der Gemeinde liegt der Neuf Étang und an der Nordgrenze der Étang de Joujoulieu. Die Gemeinde besteht aus dem Ort Rambucourt sowie wenigen Einzelgehöften.
Nachbargemeinden sind Xivray-et-Marvoisin im Nordwesten und Norden, Seicheprey (im Département Meurthe-et-Moselle) im Nordosten, Beaumont (im Département Meurthe-et-Moselle) im Osten, Mandres-aux-Quatre-Tours (im Département Meurthe-et-Moselle) im Osten und Südosten, Broussey-Raulecourt im Südwesten und Westen sowie Bouconville-sur-Madt im Westen.

## Geschichte
Wie alle Orte der Gegend litt Rambucourt im Mittelalter unter Konflikten. Die schlimmsten Verwüstungen richteten der Hundertjährige Krieg und der Dreißigjährige Krieg an. Der Name der Gemeinde wurde im Jahr 1060 unter dem Namen Rabucurt erstmals in einem Dokument erwähnt. Im Mittelalter lag die heutige Gemeinde in der Barrois non mouvant im Herzogtum Lothringen und gehörte zuerst zur Bailliage Pont-à-Mousson, dann zur Bailliage Saint-Mihiel. Von 1766 bis zur Französischen Revolution lag die Gemeinde im Grand-gouvernement de Lorraine-et-Barrois. Rambucourt gehörte von 1793 bis 1801 zum District Saint-Mihiel und war Teil des Kantons Bouconville. Seit 1801 liegt die Gemeinde im Kanton Saint-Mihiel und ist dem Arrondissement Commercy zugeteilt. Im Ersten Weltkrieg wurde der Ort vollständig zerstört.

## Bevölkerungsentwicklung
Die Einwohnerentwicklung ist typisch für eine französische Landgemeinde. Normal ist die Entwicklung zwischen 1793 und 1851 mit einem starken Wachstum. Danach begann in der Gemeinde die Landflucht. Im Ersten Weltkrieg wurde der Ort vollständig zerstört. Daher lebte im November 1918 kein einziger der ehemals 327 Einwohner in der Gemeinde, da alle 45 Häuser zerstört waren. Rund 200 Menschen kehrten in den folgenden Jahren zurück. Ab 1931 setzte sich die Abwanderung fort bis zum Tiefpunkt 1999. Vom Höchststand 1836 bis 1999 betrug die Abnahme 76,5 Prozent.
| Jahr                       | 1962 | 1968 | 1975 | 1982 | 1990 | 1999 | 2006 | 2011 | 2019 |
| Einwohner                  | 194  | 174  | 155  | 146  | 150  | 129  | 170  | 193  | 187  |
| Quellen: Cassini und INSEE |      |      |      |      |      |      |      |      |      |

## Sehenswürdigkeiten

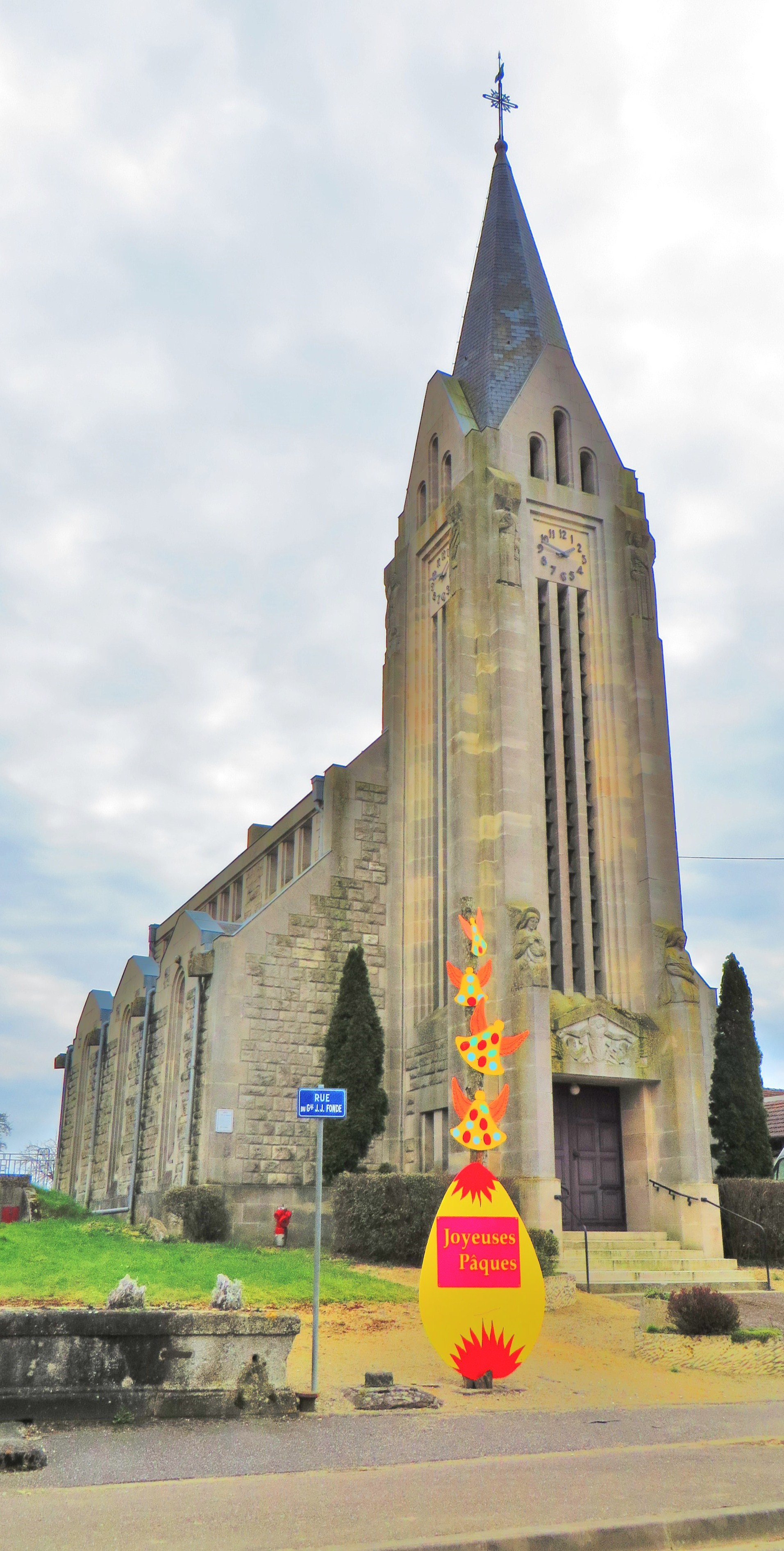
Kirche Saint-Martin

- Kirche Saint-Martin aus dem Jahr 1930 (Wiederaufbau der zerstörten Dorfkirche)
- Denkmal für die Gefallenen an der Dorfkirche[1]
- Waschhaus (Lavoir) an der Rue de Xivray
- Wegkreuz am Chemin de la Croisette im Osten des Dorfes

## Verkehr
Die Gemeinde liegt an der D958. Diese ist die wichtigste regionale Verkehrsverbindung für die Gemeinde, welche weitab von Autobahnen liegt.
Zwar führt die Bahnstrecke Lérouville–Metz durch die Gemeinde. Doch seit der Aufhebung aller Haltestellen zwischen Lérouville und Onville und damit auch der Haltestelle Rambucourt-Bouconville liegt der Ort fernab von Eisenbahnverbindungen. Nächstgelegene Bahnhöfe sind Lérouville und Commercy.